# Etéocles
Etéocles (em grego: Ἐτεοκλῆς), na mitologia grega, foi um rei de Tebas, filho de Édipo e Jocasta. E pai de Laodamante. Irmão de Polinices, Antígona e Ismênia.
Ele participou do episódio conhecido como Sete contra Tebas.
Quando Édipo, seu pai, descobriu que se casou com sua própria mãe, furou os olhos, para não mais ver e testemunhar as desgraças de sua vida, e se exilou de Tebas. Somente Antígona acompanhou o pai. Édipo, revoltado pelos filhos lhe virarem as costas, jogou uma maldição em que ambos os irmãos se matariam.
Foi decidido que Etéocles reinaria em Tebas. Polinices, irado,se exilou da cidade e se uniu com o rei Adrasto de Argos, cidade rival de Tebas. e foi para Argos, onde recebido pelo rei Adrasto. Lá Polinices encontra Tideu, filho de Eneu, se desentendem e acabam brigando. A confusão criada pelos dois chamou a atenção de Adrasto, que quando viu os animais estampados nos escudos de ambos decidiu dar a mão de suas filhas para cada um, pois havia recebido um oráculo em que deveria entregar as mãos de suas filhas a um leão e um javali. Tideu se casou com Deipile e Polinices com Argeia. Além de dar a mão de sua filha à Polinices, Adrasto também colabora para Polinices recuperar o trono de Tebas.

## Sete contra Tebas
O ataque contra Tebas  foi chefiado por Adrasto e mais seis príncipes. Durante a luta Etéocles e Polinices se enfrentaram corpo a corpo e acabaram um matando o outro, cumprindo-se assim a maldição empregada pelo pai. Com a morte de Polinices o exército de Argos abandona a batalha dando a vitória aos tebanos. Adrasto foi o único dos sete príncipes que sobreviveu.

## A morte
Com a morte de Etéocles, Creonte se torna novamente rei, agora como regente. Creonte considerou Etéocles como herói, já que morrera para defender a pátria, e Polinices como um traidor que causou destruiu a cidade. Como castigo Creonte proibiu o corpo de Polinices de ser enterrado. Antígona ficou indignada e mesmo assim enterrou o corpo do irmão. Após saber disso, Creonte ordenou que ela fosse presa e que não poderia viver mais diante dos vivos. Logo após Antígona ser presa ela se mata, enforcada por uma corda. Quando Hémon, filho de Creonte e noivo de Antígona, descobre que esta se matou não aguenta e também se mata. Logo em seguida Eurídice, mulher de Creonte e mãe de Hémon, fica sabendo da desgraça que acontecera ao filho e também se mata. Creonte após saber de tantas desgraças que lhe acontecera pensa em se matar, mas muda de ideia pois deixará isso para o destino.